# IC 2506
IC 2506 је спирална галаксија у сазвјежђу Лав која се налази на листи објеката дубоког неба у Индекс каталогу.
Деклинација објекта је + 27° 15' 9" а ректасцензија 9h 45m 12,7s. Привидна величина (магнитуда) објекта IC 2506 износи 14,7 а фотографска магнитуда 15,5. IC 2506 је још познат и под ознакама MCG 5-23-35, CGCG 152-65, NPM1G +27.0247, KCPG 213B, PGC 27940.